# Lonchopria nivosa
Lonchopria nivosa är en biart som beskrevs av Joseph Vachal 1909. Lonchopria nivosa ingår i släktet Lonchopria och familjen korttungebin. Inga underarter finns listade i Catalogue of Life.